# 関貴昭
関 貴昭（せき たかあき、1969年11月5日 - 2024年4月15日）は、日本の男性俳優、声優。大阪府出身。演劇集団 円所属。

## 来歴
岡山県高梁日新高等学校卒業。1994年、文学座附属演劇研究所に入所。
1995年に円演劇研究所へ入所し、1997年、演劇集団 円正会員俳優に昇格。
2024年4月15日に食道がんのため、死去していたことが4月23日、所属事務所の円企画より発表された。54歳没。

## 人物
声種はバリトン。趣味・特技関西弁。資格は普通自動車免許（ペーパー）。
かつて演劇集団 円に所属していた山口太郎は関のことを「演技の世界に入ってから一番の兄貴」と語り、関が演じていた役に憧れて円に入ったと語る

## 出演

### テレビドラマ
- NHK大河ドラマ
  - 徳川慶喜（1998年）
  - 龍馬伝（2010年）
  - 平清盛（2012年）- 佐々木定綱 役
  - 軍師官兵衛（2014年）- 亀井新十郎 役
  - おんな城主 直虎（2017年）
- 月曜ドラマスペシャル
  - 「万引きGメン・二階堂雪2 出来心」（1998年11月16日）- 大林潤 役
- 土曜ワイド劇場
  - 「事件記者冴子の殺人スクープ1」（1999年8月7日）- 曽根和男 役
  - 「牟田刑事官事件ファイル32」（2005年4月30日）- カジノバー経営者・須永郁夫 役
  - 「温泉若おかみの殺人推理19 秘湯大牧温泉〜旅グルメ番組殺人事件!!」（2008年6月28日）- カメラマン・今井隆二 役
  - 「監察官・羽生宗一3 留置場で疑惑の制圧死!? 逆転無罪を勝ち取った女弁護士の秘密!?」（2015年）- 看守・佐久間吾郎 役
- 強行犯捜査第七係（2002年6月29日）
- 忠臣蔵〜決断の時（2003年1月2日）- 武林唯七 役
- 忠臣蔵〜その義その愛（2012年1月2日）- 前原伊助 役
- 剣客商売第5シリーズ（2004年）- 平山
- 女と愛とミステリー
  - 「小樽運河殺人案内 第2作 25時13分の首縊り」（2004年7月14日）- 五十川直也（菊池隆則）の共同経営者・大沢和男 役
  - 「松本清張特別企画・黒い画集〜紐」（2005年1月9日）- 戸田順 役
- 猪熊夫婦の駐在日誌2「家路」（2005年3月23日）- 美穂の元恋人・村岡省吾 役
- 特命!刑事どん亀（2006年）- 黒田豪 役
- 相棒 season 5 第16話「イエスタデイ」（2007年2月7日）- 国分信也 役
- 鬼平犯科帳スペシャル 一本眉（2007年4月6日）- 半造 役
- 水曜ミステリー9
  - 「鉄道警察官・清村公三郎4 SL貴婦人 殺意の小京都」（2007年7月11日）- 山口県警・山之内 役
  - 「警察大学校 日丸教授の事件ノート2 “よそ者”教授が挑む闇に葬られた完全犯罪!」（2014年7月9日）- 岐阜城南警察署・渡辺 役
- 金曜プレステージ
  - 「名司会者・寿鶴子 殺人スピーチ」第3作・第4作（2007年4月13日 - 2008年7月25日）- 警視庁港西警察署・山科 役
- 捜査一課・澤村慶司 2 執着（2014年3月7日）- 刑事・武本 役
- やすらぎの刻〜道（2019年） - 野中平吉 役

### 映画
- 明日への遺言
- 雨あがる
- 明日へ 戦争は罪悪である

### テレビアニメ
- 人間交差点（2003年、無精髭男）
- ギャラリーフェイク（2005年、鬼塚）
- CLUSTER EDGE（2005年、ボディーガード）
- ゴルゴ13（2008年、ルーカス）
- 魍魎の匣（2008年、木場修太郎）
- 蒼天航路（2009年、張飛）
- GOSICK -ゴシック-（2011年、葬儀屋A）
- 侵略!?イカ娘（2011年、土佐犬）
- 山賊の娘ローニャ（2014年、マッティス[7]）
- ガンバレー部NEXT!（2015年、南部正司監督）

### 劇場アニメ
- マイマイ新子と千年の魔法（2009年、オヤブン）
- なぜ生きる 蓮如上人と吉崎炎上（2016年、道宗）[8]
- LUPIN THE IIIRD 血煙の石川五ェ門（2017年、虎刃組組員 吉永[9]）
- 夜明け告げるルーのうた（2017年、亀田[10]）

### OVA
- 東京喰種トーキョーグール【JACK】（2015年、緒方）

### ゲーム
- メタルギアソリッドV グラウンド・ゼロズ（2014年、兵士）
- メタルギアソリッドV ファントムペイン（2015年、兵士、その他）

### 吹き替え

#### 映画（吹き替え）
- アローン・イン・ザ・ダーク
- インサイダー ※ソフト版
- シェーン（モーガン・ライカー〈ジョン・ディークス〉）※スター・チャンネル版
- 60セカンズ（タンブラー〈スコット・カーン〉）※日本テレビ版
- ジョン・カーター（タル・ハジュス〈トーマス・ヘイデン・チャーチ〉）
- シルミド
- 天国は、ほんとうにある（ジェイ〈トーマス・ヘイデン・チャーチ〉）
- Be Cool/ビー・クール
- 陽だまりのグラウンド
- ワイルド・ワイルド・ウエスト ※日本テレビ版

#### ドラマ
- 愛の記憶はさえずりとともに（ジャック・ファイアブレース〈ジョゼフ・マウル〉）
- ER XIV 緊急救命室（イーサン・マクリナリー〈ジェイソン・ジョージ〉）
- オールイン 運命の愛
- クリミナル・マインド 特命捜査班レッドセル（ペイジ）
- シークレット・サークル
- 太王四神記
- チャームド 〜魔女3姉妹〜
- 名探偵モンク4 #13

#### アニメ
- マダガスカル（リコ）
  - マダガスカル2（リコ）
  - マダガスカル3（リコ[11]）
  - マダガスカル・ペンギン大作戦（リコ）
  - メリー・マダガスカル（リコ）
  - ペンギンズ FROM マダガスカル ザ・ムービー（リコ[12]）
- モンスターズ・ユニバーシティ（ロイ・“ビッグレッド”・オグロウラハン）

### 舞台
- あらしのよるに
- 壊れた風景
- 長州幕末青春譜・百年一瞬
- ハムレット
- リチャード三世